# Ozodbek Nazarbekov
Ozodbek Ahmadovich Nazarbekov (Osodbek Achmadowitsch Nasarbekow russisch Озодбек Ахмадович Назарбеков, wiss. Transliteration Ozodbek Achmadovič Nazarbekov, geb. 7. Mai 1974; Shahrixon) ist ein usbekischer Sänger und Politiker. Seit 2020 ist er Kulturminister Usbekistans.

## Leben
Ozodbek Nazarbekov war ein Schüler des usbekischen Sängers Muhriddin Holikov. Seine Bühnenkarriere begann 1994. Seit 2002 ist er Solokünstler bei der Showgruppe UzbekNavo. Im Jahr 2007 erlangte er einen Abschluss am Mannon Uygʻur Kunstinstitut.
Seit dem 22. Januar 2020 ist er Kulturminister Usbekistans.

## Werk
Er tritt bei Staatsfeiern in Usbekistan auf. Seit 2003 gibt er Solokonzerte. Er ist bisher der erfolgreichste Sänger der usbekischen Bühne. Seine Konzerttätigkeit umfasst alle Provinzen Usbekistans und beinhaltet auch Auftritte in den Vereinigten Staaten und Russland. Er hat elf Audiokassetten, acht Videokassetten und eine Serie von CDs veröffentlicht.
Im Jahr 2011 komponierte er die Musik für den Film Osiy banda.

## Ehrungen
- Volkskünstler Usbekistans (2010)[2]
- Verdienter Kulturarbeiter Turkmenistans (2020)

## Diskographie

### Alben
- Chang koʻchalar
- Devona koʻngil
- Yuragimdan kuylaganim sen
- 2006: Sening darding…
- 2007: Diydor shirin
- 2008: Jondan aziz…
- 2009: Mushtarak manzil
- 2010: Qadamlar hikmati
- 2011: Kundan kun yaxshi
- 2013: Taqdirimsan, Baxtimsan